# John I. Rinaker
John Irving Rinaker (* 1. November 1830 in Baltimore, Maryland; † 15. Januar 1915 in Eustis, Florida) war ein US-amerikanischer Politiker. In den Jahren 1896 und 1897 vertrat er den Bundesstaat Illinois im US-Repräsentantenhaus.

## Werdegang
Im Jahr 1836 zog John Rinaker mit seinen Eltern nach Springfield in Illinois. Er besuchte für ein Jahr das Illinois College und dann das McKendree College in Lebanon. Nach einem Jurastudium und seiner 1854 erfolgten Zulassung als Rechtsanwalt begann er in Carlinville in diesem Beruf zu arbeiten. Während des Bürgerkrieges stellte er ein Infanterieregiment aus Illinois zusammen, das er als Oberst selbst befehligte. Bis zum Kriegsende erreichte er den Rang eines Brevet-Brigadegenerals im Heer der Union. Nach dem Krieg schlug er als Mitglied der Republikanischen Partei eine politische Laufbahn ein. In den Jahren 1876 und 1884 nahm er als Delegierter an den Republican National Conventions teil. Zwischen 1885 und 1889 war er Vorsitzender der Railroad and Warehouse Commissioners of Illinois.
Bei den Kongresswahlen des Jahres 1894 unterlag Rinaker dem Demokraten Finis E. Downing. Er legte aber gegen den Wahlausgang Widerspruch ein. Als diesem entsprochen wurde, konnte er am 5. Juni 1896 das Mandat von Downing übernehmen und bis zum 3. März 1897 die laufende Legislaturperiode im Kongress beenden. Im Jahr 1896 wurde er nicht bestätigt. Nach dem Ende seiner Zeit im US-Repräsentantenhaus praktizierte Rinaker wieder als Anwalt. Er starb am 15. Januar 1915 in Eustis und wurde in Carlinville beigesetzt.